# Гардоне-Ривьера
Гардоне-Ривьера (итал. Gardone Riviera, ломб. Gardù Riviéra) — коммуна в Италии, в провинции Брешиа области Ломбардия.
Население составляет 2502 человека, плотность населения составляет 125 чел./км². Занимает площадь 20 км². Почтовый индекс — 25083. Телефонный код — 0365.
Покровителем коммуны почитается святитель Николай Мирликийский, чудотворец, празднование 6 декабря.
Основные достопримечательности города — Ботанический сад Андре Хеллера и культурный комплекс Vittoriale degli italiani. Последний включает несколько музеев (в том числе, дом-музей Г. Д’Аннунцио La Prioria и музей на броненосном крейсере La Puglia) и театр под открытым небом Anfiteatro del Vittoriale (1953; вместимость 1500 мест) — популярное в Италии место проведения фестивалей классической, джазовой и эстрадной музыки.

## Города-побратимы
- Аркашон, Франция (1980)
- Пескара, Италия (2010)